# Небослов
Небосло́в — музыкальный коллектив из Москвы. Исполняет песни собственного сочинения. Музыкальные стили: инди, пост-рок, рок, рок-н-ролл, блюз, регги, ска, панк, альтернативный рок, прогрессивный рок, арт-рок, фолк-рок, эксцентрика, рэп, пародии.
За время своего существования группа записала более двадцати альбомов, среди которых музыкальные сказки по мотивам произведений Туве Янссон «Муми-тролль и Шляпа Волшебника» (2007), «Муми-тролль и комета» (2012), «Мемуары Муми-папы» (2018). Участники группы были организаторами фестиваля «КОСМОФЕСТ», который проводится с 2006 года. Группа активно выступает в России и за её пределами, снимает фильмы и клипы. Постоянный участник фестивалей «Космофест», «Платформа», «Дивные берега» и др.

## Состав
По состоянию на декабрь 2021 года официальный состав группы таков:
- Илья Небослов (бас-гитара, гитара, укулеле, вокал)
- Оксо (гитара, клавиши, бэк-вокал)
- Kate Herwagen (клавиши, мелодика, бэк-вокал)
- Александр Брагин (электрогитара)
- Александр Умняшов (ударные)

## История

### 2002 год
«Небосло́в» был образован весной 2002 года Ильёй Прозоровым (голос, гитара) и Андреем «Дюшей» Юренковым (голос, гитара) как акустический дуэт, исполняющий песни собственного сочинения. Первое выступление состоялось в апреле 2002 года в клубе «Плеханов». Программа, с которой они выступают в 2002 году, называется «Чернотроп». Часть песен из этой программы позже выйдет на архивном альбоме «История, ч.1. Чернотроп» (2002). Записываются и репетируют они в строительной бытовке, где работают охранниками.

### 2003 год
Зимой к группе присоединяются Сергей Лучников (голос, гитара) и Роман Смоленцев (голос, гитара). Илья берёт бас-гитару, Дюша пересаживается за барабаны, и группа становится электрической.
В феврале Сергей покидает «Небослов», а в марте появляется Кирилл Алексеев (голос, гитара). Илья, Дюша, Роман и Кирилл — классический состав группы, а март 2003 года считается Днём рождения «Небослова».
Весной 2003-го состоялись первые концерты нового состава группы в центре реабилитации «Точка Опоры» и клубе «На Крутицах». Иногда к ним присоединяется Сауле Пинкодова, играющая на тамбурине и варгане.
Первое полноценное электрическое выступление состоялось 16 июня 2003 года в московском «Р-клубе». К группе присоединились Сергей Кукота (гитара) и Евгений Глухов (клавишные).
В июле 2003 года группа выступает на Грушинском фестивале, а вернувшись приступает к записи первого альбома. Альбом был записан в августе 2003 года в подмосковном ДК «Чулково». В период записи альбома Дюша в отъезде, а на барабанах играет Максим Чумак.
Альбом под названием «Летний альбом» вышел в октябре 2003 года, его презентация состоялась в культовом московском клубе «Форпост». С тех пор группа часто выступала в «Форпосте», считая этот клуб лучшим в Москве.
20 декабря к группе присоединилась Стася Фофонова (голос, клавишные).

### 2004 год
Выходят два концертных альбома «Небослова» — «Live in Форпост, ч.1» и «Небослов и… Точка!». В первой половине года группа также пытается записать студийный электрический альбом, но записывает только 6 песен, которые впоследствии появятся на архивном альбоме «История, ч.2» (2004).
Осенью 2004 года группа записывает весёлый акустический альбом «Яблоки украли». Его презентация состоялась в Форпосте в декабре того же года.

### 2005 год
В январе группа приступает к записи полноценного студийного электрического альбома в студии клуба «Форпост». Альбом под названием «Интерактивность 07» будет презентован в московском ЦДЖ (Центральном доме журналистов) в ноябре.
В сентябре-октябре группа снимает свои первые клипы на песни «Проверка на вшивость» и «Песни сырости». До этого клипы «Небослова» монтировались большей частью из концертных и репетиционных видеосъёмок.
26 ноября в программе «Лаборатория» на «Радио-Культура» проходит первый радиоэфир группы. В течение часа музыканты отвечают на вопросы, ставят треки с последнего альбома и исполняют песни живьём.
После этого группу покидает клавишник Евгений Глухов, впоследствии принимающий участие в музыкальных сказках «Небослова».
В группу приходит Андрей Капустин (голос, барабаны).

### 2006 год
2006 год явился судьбоносным в истории группы.
Зимой проходят съёмки фильма про рассказу «Vice Versa». Но фильм будет смонтирован только в 2008-м и выйдет под названием «Анахрен».
В марте 2006-го Илья пишет песни по сказке Туве Янссон «Муми-тролль и Шляпа Волшебника», показывает их остальным участникам группы и они решают записать музыкальную сказку.
В апреле-мае, находясь в Киргизии, Илья и его друг Александр Марусев придумывают фестиваль космической музыки «Космофест».
В июне группа впервые выступает на фестивале «Пустые Холмы» на свободной сцене. По результатам этого двухчасового выступления вышел концертный альбом.
В июле Илья знакомится с лидером зеленоградской группы «Аэроглиф» Владом Жигаловым, который впоследствии станет клавишником «Небослова».
В августе «Небослов» впервые выступает в украинском городе Путивле на фестивале «Золотая кувшинка» (организатор — московская художница и арт-директор клуба «АРТ’ЭРИА» Нина Кибрик). Концерт проходит на причале на живописной реке Сейм. На этом концерте к группе впервые присоединяется Соня Власова-Кибрик (скрипка), ставшая впоследствии участницей группы.
В сентябре выходит альбом «Яблоки Вернули».
В октябре 2006 года «Небослов» впервые приходят в московский клуб АРТ’ЭРИА (основатель — московский артист и режиссёр Александр И. Строев). Клуб располагается в Каминном зале ЦДРИ (Центральный дом работников искусства).
В ноябре группа организует в АРТ’ЭРИА первый «Космофест», в котором помимо «Небослова» принимают участие Вовка Кожекин (группа «Станция Мир»), Семён Фролов и группы «Точка Росы», «НедРа» и «Сан-Форэва».

### 2007 год
В начале 2007 года группа приступает к записи нового альбома, который выйдет летом под названием «Офигительный».
В январе «Небослов» участвует в Рождественском рок-фестивале в г. Путивле. Впоследствии фестиваль станет традиционным.
29 января «Небослов» принимает участие в необычном событии — большом электрическом концерте в электричке «Москва-Тверь». На концерте присутствует Сергей «Минатоку» Ермаков, который позже становится постоянным звукорежиссёром группы.
27 апреля в клубе Арт’Эрия презентуется музыкальная сказка «Муми-тролль и Шляпа Волшебника». В роли рассказчика выступает актёр театра Вахтангова, заслуженный артист России Юрий Красков.
В мае-июне Илья пишет песни по сказке «Муми-тролль и Комета».
В июне группа снова выступает на фестивале «Пустые Холмы», исполняя помимо обычного репертуара песни из сказки «Шляпа Волшебника».

В течение года музыкальная сказка исполняется на концертах и фестивалях в Москве, Петербурге, Путивле, Зеленограде, Боровске и др.
В июле «Небослов» проводит «Космофест» в рамках фестиваля «Маха Упайа Пати» в Этнодеревне под г. Боровском (Калужская обл.). На сцене с «Небословом» впервые выступают Влад Жигалов (клавишные) и Ольга Шотландия (флейта, мандолина), ставшие позже участниками группы.
В этот период Стася почти не выступает с «Небословом» по причине рождения сына и дочери. Однако она принимает участие в сказках в роли Муми-мамы.
15 сентября «Небослов» принимает участие в «Космофесте», приуроченном к открытию памятника К. Э. Циолковскому в г. Боровске
В конце года группа выступает на космофестовской вечеринке «Сверхновый год», исполняя танцевальные варианты своих песен.

### 2008 год
В начале 2008-го года «Небослов» знакомится с московским художником Екатериной Лебедевой, которая впоследствии становится автором обложек альбомов, костюмов и сценического реквизита для постановок сказок.
В мае 2008-го в клубе "АРТ'ЭРИА" проходит презентация второй музыкальной сказки «Небослова» «Муми-тролль и Комета».
В июне группа выступает на фестивале «Пустые Холмы» на сцене Земля. Выступление задерживается на несколько часов из-за разрушения моста. По возвращении с фестиваля Илья пишет песню «Не стоим на мосту», записывает её и выкладывает в Интернет. Песня становится гимном фестиваля «Пустые Холмы».
Летом группа также выступает на фестивалях «Купала на Рожайке», «Маха Упайа Пати», «Золотая кувшинка», «Чаща всего», «Метафест» и др., а также на «Космофесте» в Севастополе.
Август 2008-го стал переломным в истории «Небослова». В группу возвращается клавишница и вокалистка Стася Фофонова. На тот момент в составе насчитывается уже 9 человек. Звучание коллектива становится сложнее, появляется множество серьёзных песен и сложная инструментальная сюита "Времена года".
В конце года выходит «Путёвый» альбом.

### 2009 год
В январе 2009-го «Небослов» принимает участие в фестивале «Зимняя Купала на Рожайке» в ЦДХ (Центральном доме художника). Вместе с группой выступает московский музыкант и эксцентрик Денис Клопов.
В феврале группа выступает на фестивале «Путивльский путь. От фольклора до авангарда», проходящем в Выставочном зале ЦДРИ.
С большим успехом в 29 апреля проходит сдвоенная сказка про Муми-тролля в Малом зале ЦДРИ. Светохудожником и постановщиком видеоэффектов выступает Серж Риоки.
В июне выходит альбом «Иногда корабли» (2009) и группа в очередной раз выступает на фестивале «Пустые холмы», на этот раз на сцене «Сириус» клуба «Арт’Эриа».
Помимо уже традиционных летних «Купалы на Рожайке», «Чаще всего» и «Золотой кувшинки» и др., «Небослов» участвует в фестивале «Археология», проводящемся в Севастополе и Одессе.
Летом 2009 года к группе присоединяется Дмитрий «Диг» Новицкий (барабаны) вместо покинувшего группу Андрея Капустина.
Осенью выходит концертный альбом «БлюзАджазовость» (2009), составленный из «живых» записей 2008—2009 гг.
24 октября «Небослов» участвует в «Космофесте», посвящённом открытию памятника Н.Фёдорову (автор — А.Власов) в г. Боровске.

### 2010 год
В феврале Андрей Юренков покидает группу и создает свой собственный проект «Душанбэнд».
В марте 2010 года выходит новый альбом «Небослова» — «Большой специалист в этом деле».
В апреле 2010 года к группе присоединяется саксофонист и гитарист Иво Аммондт.
В июне на фестивале «Пустые Холмы» была презентована новая инструментальная сюита «Небослова» «Охота на Снарка» (по одноименной поэме Льюиса Кэрролла).
В августе к группе присоединяется саксофонистка Анна Тертицкая, а Иво берет в руки кларнет и, впоследствии, фагот.
В сентябре группа приступила к записи нового альбома, состоящего из песен, исполнявшихся на концертах в течение весенне-летнего концертного сезона.
В декабре группа дала большой сольный концерт, традиционно именуемый «Отчетным», на котором был презентован альбом, получивший название «Человек, влюбленный в радугу». На этом концерте «Охота на Снарка» превратилась в театрализованное представление (при участии артистов Дмитрия Селезнёва и Юрия Краскова).

## Творчество
Альбомы группы «Небослов»:
- 2002 — Чернотроп
- 2003 — Летний альбом
- 2004 — История ч.2
- 2004 — Яблоки Украли
- 2005 — Интерактивность 07
- 2006 — Варе-А-Ции (сборник)
- 2006 — Яблоки Вернули
- 2007 — Офигительный
- 2008 — Путёвый
- 2009 — Иногда корабли
- 2009 — БлюзАджазовость (live)
- 2010 — Большой специалист в этом деле
- 2010 — Порядок (мини-альбом)
- 2010 — Человек, влюбленный в радугу
- 2011 — Охота на Снарка (soundtarck)
- 2011 — Полный туда[1]
- 2012 — Бабочки Вавилона[2]
- 2013 — Долго светло (инкогнито как группа «The Mash Family»)
- 2014 — Чай с котом
- 2015 — Дядя Ринат приехал
- 2015 — Курьерская служба дяди Рината
- 2016 — One Worker To Leave A Ship (инкогнито как группа «Silver Spoon»)
- 2016 — Любимая слева
- 2017 — Дядя Ринат уехал
- 2018 — Теперь я видел всё
- 2019 — Красиво, грустно. Слева 1 см можно отрезать, имхо
- 2019 — Птицы
- 2020 — Чай со слоном (группа «The Mash Family»)
- 2021 — Баден-Баден
- 2021 — Пора стать звездой
- 2024 — Никогда
- 2024 — Поезд "Жизнь"
- 2025 — Любимые песенки Муравья Андрея

Музыкальные сказки:
- 2007 — Муми-тролль и Шляпа Волшебника (2CD)
- 2012 — Муми-тролль и Комета (2CD)
- 2018 — Мемуары Муми-папы (3CD)
- 2023 — Опасное лето (3CD)
- 2024 — Седрик

Сольные альбомы Ильи Небослова:
- 1999 — Ровесник уходящего лета
- 2000 — Скала и Рулон (с группой "Коzинаки")
- 2001 — Хождение по путям (опасно для жизни)
- 2003 — Голый альбом
- 2005 — Завтрак Туриста (с группой «Доброе У»)
- 2006 — Кикоz (Яблоки Вернули)
- 2007 — Зимний альбом (с группой «Доброе У»)
- 2008 — Небо вокруг
- 2009 — Не спам
- 2010 — Жёлто-синий автобус
- 2011 — Продолжаю идти
- 2016 — Виноградный альбом (из серии "Акустические каникулы", часть 1)
- 2017 — Цыганский альбом (из серии "Акустические каникулы", часть 2)

Спектакли и мюзиклы на сцене:
- Шляпа Волшебника
- Муми-тролль и комета
- Маленькие трагедии Мумидола (по сборнику Туве Янссон "Дитя Невидимка")
- Мемуары Муми-папы
- Муми-тролль и плавучий театр (по повести Туве Янссон "Опасное лето")
- Муми-тролль и волшебная зима
- Алиса в Зазеркалье
- Алые паруса (совместно с театром "Невидимки")
- Волшебник и Дракон (совместно с "Волшебным театром")
- Париж - столица Марса (совместно с "Волшебным театром")
- Цирк! (совместно с "Волшебным театром")

## Факты
- Начиная с 2003 года группа исполняет заглавную песню мультсериала «Котопёс» (в русском дубляже) на концертах в различных обработках (кантри, диско). Существует легенда, что в мультфильме эта песня звучит в исполнении «Небослова». Лидер группы Илья Небослов неоднократно опровергал её.